# 康特卢 (卡尔瓦多斯省)
康特卢（法語：Canteloup，法語發音：[kɑ̃tlu] ⓘ）是法国卡尔瓦多斯省的一个市镇，属于卡昂区。

## 地理
康特卢（49°7'58"N, 0°7'50"W）面积2.32 平方千米，位于法国诺曼底大区卡爾瓦多斯省，该省份为法国西北部沿海省份，北濒大西洋英吉利海峡，东北与滨海塞纳省以海上边界相接，东临厄尔省，南至奧恩省，西与芒什省接壤。
与康特卢接壤的市镇（或旧市镇、城区）包括：阿尔让斯、克莱维尔、圣旺迪梅尼勒奥热、穆尔特-希什博维尔、瓦朗布赖。

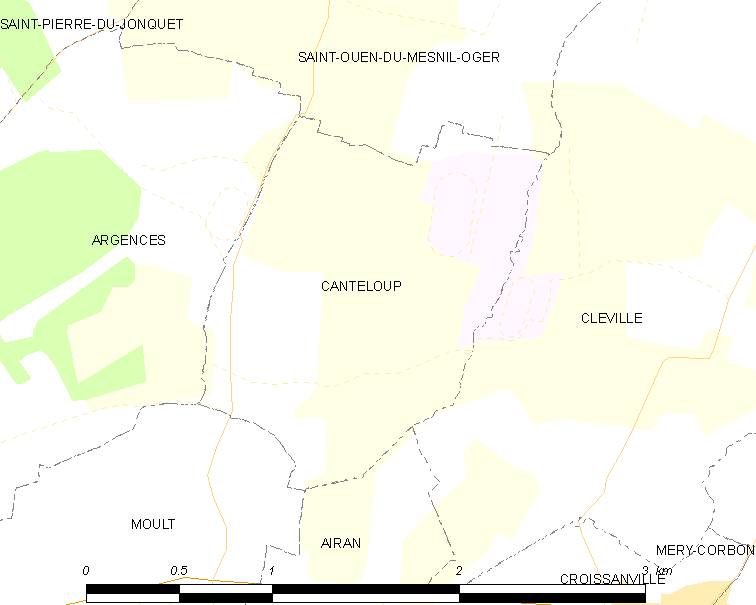
的OSM定位图

康特卢的时区为UTC+01:00、UTC+02:00（夏令时）。

## 行政
康特卢的邮政编码为14370，INSEE市镇编码为14134。

## 政治
康特卢所属的省级选区为特罗阿恩县。

## 人口

1962-2008年间人口变化图示

康特卢于2022年1月1日时的人口数量为189人。